# IC 3856
IC 3856 ist eine Galaxie vom Hubble-Typ S im Sternbild Coma Berenices am Nordsternhimmel.
Das Objekt wurde am 27. Januar 1904 von Max Wolf entdeckt.